# 뉴프렉스
뉴프렉스(Newflex Co. Ltd.)는 대한민국의 연성인쇄회로기판(FPCB) 기업이다. 본사는 경기도 안산시 단원구 신길동 1055에 위치해 있으며 대표이사는 임우현,임시연이다. 보급형 VR 기기에 FPCB를 공급한다

## 논란
공정거래위원회는 어음 대체 결제 수수료를 지급하지 않은 불공정한 하도급 거래 행위로 시정명령과 함께 3억 4,000만 원의 과징금을 부과한 적이 있다.

## 같이 보기
- XR

## 참고문헌
1. ↑  서용덕, 뉴프렉스 장초반 상한가로 치솟아…UEVR 기술 뭐길래?, 영남일보, 2024년 1월 26일
2. ↑  뉴프렉스(085670) 2024년 2월 15일
3. ↑  '공정거래위원회' (주)뉴프렉스의 불공정 하도급 거래 행위 제재, 선데이뉴스, 2016년 6월 1일